# Eva-Maria Houben
Eva-Maria Houben (* 15. Januar 1955 in Rheinberg am Niederrhein) ist eine deutsche Komponistin, Organistin, Pianistin und Musikwissenschaftlerin (Hochschullehrerin).

## Leben und Schaffen
Eva-Maria Houben wuchs in Kamp-Lintfort auf. Ihre Mutter arbeitete als Sonderschullehrerin, ihr Vater war Maschinensteiger und Presbyter in der evangelischen Dorfkirche von Hoerstgen. Dort versah Eva-Maria Houben während ihrer Gymnasialzeit den Orgeldienst. Nach dem Abitur studierte sie an der Folkwang-Hochschule Essen Schulmusik (1974–78) und künstlerisches Orgelspiel bei Gisbert Schneider (1978–80). Ebenfalls zu ihren Lehrern an der Folkwang-Hochschule zählten Mauricio Rosenmann Taub (Musiktheorie) und Ludger Maxsein (Klavier).
1978–82 war Eva-Maria Houben Organistin in der Evangelischen Stadtkirche Dinslaken und absolvierte an der Universität Duisburg ein Studium der Germanistik und Musikwissenschaft. 1984–86 unterrichtete sie Musik und Deutsch am Gymnasium der Stadt Lennestadt und am Gymnasium an der Gartenstraße in Mönchengladbach-Rheydt.
Nach Promotion (1986, bei Norbert Linke) und Habilitation (1990) in Musikwissenschaft übernahm Eva-Maria Houben Lehraufträge an der Universität Duisburg (1987–93) und der Robert Schumann Hochschule Düsseldorf (1992/93). 1993 wurde sie als Professorin ans Institut für Musik und Musikwissenschaft der Technischen Universität Dortmund berufen. Seit 2021 ist sie Emerita. Schwerpunkt ihrer Forschung und Lehre sind Musiktheorie und Neue Musik. Sie veranstaltet Konzerte mit Kompositionen der Studierenden, denen sie zugleich in ihrer Reihe der Komponisten-Portraits Gelegenheit zum Austausch mit erfahrenen Kollegen gibt (seit 1993 u. a. mit Nikolaus Brass, Violeta Dinescu, Vinko Globokar und Adriana Hölszky).
Regelmäßig publiziert Eva-Maria Houben in Zeitschriften (MusikTexte, Neue Musikzeitung, Neue Zeitschrift für Musik, Das Orchester, Positionen) und tritt als Organistin und Pianistin auf (u. a. in der Klavierreihe im Kunstraum Düsseldorf).
Eva-Maria Houben lebt in Krefeld.

### Kompositorische Ästhetik und Praxis
Das Horchen auf zarte Dynamik bis hin zur Stille, die Sensibilisierung für Klangprozesse und Wahrnehmungsprozesse spielen eine zentrale Rolle im musikalischen Denken von Eva-Maria Houben. Hierin greift sie u. a. Anregungen von John Cage auf, dessen Werke sie auch als Pianistin interpretiert.
Die Kompositionen von Eva-Maria Houben werden von der Edition Wandelweiser verlegt; im Wandelweiser Komponisten Ensemble arbeitet sie mit Antoine Beuger, Burkhard Schlothauer, Jürg Frey, Radu Malfatti u. a. zusammen. Ihr besonderes Interesse gilt darüber hinaus integrativen Aufführungsprojekten, bei denen Berufsmusiker und Laien zusammenwirken, und der Gestaltung von Raumklang-Installationen, die an einem bestimmten Ort (z. B. in einer Kirche) auf ein kommendes Konzert vorausweisen oder es anschließend nachklingen lassen.

## Zitat
„Aus Musik kann ich unterschiedliche Arten von Pausen heraus hören. Musikwissenschaftler ordnen verschiedenen Pausenarten verschiedenartige Funktionen zu. Pause kann, so ist zu hören und zu lesen, etwas bedeuten… wie Klang. Ich fange jetzt an, weniger die Pause zu hören, die auf etwas verweist, etwas bedeutet, eine bestimmte Funktion hat… – ich fange jetzt an, mehr die wirkliche Pause zu hören, die Pause, die gefährlich wird: Musik ist weg, Musik ist verschwunden. Da ist nichts mehr, da ist n/Nichts. Ich höre nichts – und höre, dass ich immer noch etwas höre…“

## Kompositionen

### Vokalkompositionen

#### A cappella
- echos I (2003) für gemischten Chor. Dauer: ~35’
- echos II (2003) für gemischten Chor. Dauer: 36’. UA: 1. April 2009 Dortmund-Barop (Margarethenkapelle; Studierende der TU Dortmund und Gäste)
- haiku XIII (2004) für Stimme. Dauer: 45’
- psalm 117 (2008) für 2 Sänger oder 2 Sängerinnen. Dauer: 15’
- drei lieder vom fallen (2009). Ein Liederzyklus für Stimme solo. Dauer: 5’. Text: Eva-Maria Houben. UA: 3. Oktober 2010 Jever (Stadtkirche; Irene Kurka)
- my sweet love (2012) für Frauenstimme. Text: Eva-Maria Houben. Dauer: 3’
- voices (2012). proposals for mixed choir (Vorschläge für gemischten Chor;nach einem Text von Michael Herrschel). Dauer: 40’. UA 7. November 2012 Dortmund (Stadtkirche St. Petri, vor dem Goldenen Wunder; Studierende der TU Dortmund; Irene Kurka [Einstudierung und Bewegungskonzept])
- a-men (2012) für Stimme. Dauer: 7’. UA 27. August 2013 Düsseldorf (Kunstraum; Irene Kurka)
- images 1 (2014) für Frauenstimme (eine frau – an einem tisch sitzend). Dauer: 25’. UA 11. Mai 2014 Haan (Wilhelmstraße 21)

#### Mit Instrumenten
- voice & piano (2002ff.; Work in progress). UA Nr. I–V: 7. September 2003 Düsseldorf (Kunstraum; Ingeborg Heyberg [Sopran], Eva-Maria Houben [Klavier])

I (30’) – II (40’) – III (40’) – IV (20’) – V (10’)
- under the trees (2002) für Stimme und Perkussion (4 Ausführende). Dauer: 60’. UA 7. September 2003 Düsseldorf (Kunstraum; Ingeborg Heyberg [Sopran], Wandelweiser Komponisten Ensemble)
- ich vertraue meinem garten (2002) für Stimme, Flöte, Posaune, Klavier, Perkussion (3 Ausführende), Violoncello. Dauer: 60’. UA: 9. Juni 2003 Düsseldorf (Kunstraum; Ingeborg Heyberg [Sopran], Wandelweiser Komponisten Ensemble)
- 5 haikus (2003) für Sprechstimme und Klavier. Texte: Recha Freier. Dauer: 73’. UA 21. Februar 2004 Düsseldorf (Kunstraum; Sylvia-Alexandra Schimag [Stimme], Eva-Maria Houben [Klavier])
- [kein] klang (2003) für Sprechstimme, Flöte, Violoncello und Tamtam. Text: Sappho. Dauer: 54’. UA 30. Mai 2004 Düsseldorf (Kunstraum; Sylvia-Alexandra Schimag [Stimme], Antoine Beuger [Flöte], Marcus Kaiser [Violoncello], Tobias Liebezeit [Tamtam])
- bild an bildchen (2004) für Sprechstimme, Perkussion, Flöte und Klarinette. Dauer: variabel. UA 13. Mai 2005 Düsseldorf (Kunstraum; Sylvia-Alexandra Schimag [Stimme], Tobias Liebezeit [Schlaginstrumente], Antoine Beuger [Flöte], Jürg Frey [Klarinette])
- marche pour une dernière scène (2004) für Chor und Pauke. Dauer: 35’
- ein tag (2004) für Sprechstimme, Singstimme und Klavier. Text: Eva-Maria Houben. Dauer: 35’. UA 3. Juni 2007 Düsseldorf (Kunstraum; Sylvia-Alexandra Schimag [Sprechstimme], Ingeborg Heyberg [Singstimme], Eva-Maria Houben [Klavier])
- lyrik (2004) für Singstimme und Klavier. Text: Hilde Domin. Dauer: 4’. UA: 3. Juni 2007 Düsseldorf (Kunstraum; Ingeborg Heyberg [Stimme], Eva-Maria Houben [Klavier])
- nachklang – ein tag (2006) für Sprechstimme, Singstimme, Klavier, Violoncello, Klarinette, Claves. Text: Eva-Maria Houben. Dauer: 60’
- zu singen im laufe eines tages (2006). 5 Lieder für Sprechstimme, Singstimme und Klavier. Text: Eva-Maria Houben. Dauer: 30’. UA 3. Juni 2007 Düsseldorf (Kunstraum; Sylvia-Alexandra Schimag [Sprechstimme], Ingeborg Heyberg [Singstimme], Eva-Maria Houben [Klavier])
- in dieser nacht (2006) für Sprechstimme, Singstimme und 5 Instrumente. Text: Eva-Maria Houben. Dauer: 25’
- was brauchst du? (2007) für Sopran und Orchester. Text: Friederike Mayröcker. Dauer: 40’. UA 13. Juli 2008 Düsseldorf (Kunstraum; Irene Kurka [Sopran], Normisa Pereira da Silva [Flöte], Eva-Maria Houben [Harmonium], Jürg Frey [Klarinette], Sven Oetter [Horn], Rodion Dubirnij [Trompete], Radu Malfatti [Posaune], Sven Hermann [Akkordeon], Tobias Liebezeit [Perkussion und Pauke], Michael Pisaro [Gitarre], Johnny Chang, Nataliya Demina, Burkhard Schlothauer [Violinen], Konrad von Coelln und Thomas Stiegler [Violen], Marcus Kaiser [Violoncello], Koen Nutters [Kontrabass])
- pie jesu (2007) für Sopran und Orgel. Dauer: 25’. UA 2. März 2008 Krefeld (St. Thomas Morus; Irene Kurka [Sopran], Eva-Maria Houben [Orgel])
- adagio (2008). Klavierlieder nach Gedichten von Felix Timmermans. Dauer: 20’. UA 24. Oktober 2009 Kleve (Wasserburg Rindern; Irene Kurka [Stimme], Eva-Maria Houben [Klavier])

Fassung für Stimme und Orgel (2010). Dauer: 20’. UA 4. August 2010 Kempen (St. Mariae Geburt; Lisa Gerigk [Stimme], Eva-Maria Houben [Orgel])
- fast nichts (2009). Haikus für Kontrabass (mit Sprechstimme oder Projektor ad libitum). Texte: Shijín-Ebí. Dauer: 65’. UA: 23. August 2010 Düsseldorf (Kunstraum; Sylvia Alexandra Schimag [Stimme], Hans Eberhard Maldfeld [Kontrabass])
- lieder für die insel (2009). Ein Zyklus für Singstimme und Klavier. Text: Eva-Maria Houben. Dauer: 15’. UA 24. Februar 2011 Düsseldorf (Kunstraum; Irene Kurka [Stimme], Bernd Wiesemann [Klavier])
- im siebten stockwerk der geduld (2009/10). Oratorium für elektroakustische Klänge, Orgel, Sängerin, Sprecher, Chor, Instrumentalensemble. Text: Karl-Oskar Stimmler. Dauer: 110’. UA 3. November 2010 Dortmund-Hombruch (Evangelische Kirche am Markt; Irene Kurka [Sopran], Hartmut Riemenschneider [Rezitation], Eva-Maria Houben [Orgel], Bileam Kümper [Technik], Studierende der TU Dortmund und Gäste; begleitende Klanginstallation: 31. Oktober bis 6. November 2010)
- stabat mater (2010) für Sopran, Violoncello und Zuspielung. Dauer: 16’. UA 31. Oktober 2010 Köln (Kunststation St. Peter; Ensemble socell21: Irene Kurka [Sopran], Burkart Zeller [Violoncello])
- das fast nicht hörbare flügelklappen des schillerfalters (2010) für Klavier und Stimme ad libitum. Text: Karl-Oskar Stimmler. Dauer: 25’
- sarah (2010) für 2 Stimmen (2 Sänger oder 2 Sängerinnen), Orgel, Klavier, Posaune, Horn und Zuspielung. Text: Psalm 117. Dauer: 21’. UA 14. November 2010 Fürth (Auferstehungskirche; 47. Fürther Kirchenmusiktage; Monika Teepe [Sopran], Renate Kaschmieder [Alt], Wilfried Krüger [Horn], Ralf Bauer [Posaune], Andreas König [Orgel], Sirka Schwartz-Uppendieck [Klavier und Leitung])
- paradiesgärtlein (2010) für Stimme und Orgel. Dauer: 35’
- maria magdalena (2011). 3 Klangbilder für Sopran, Piccolo / Flöte / Altflöte / Bassflöte, Orgel und Chor (mit Kammerensemble ad libitum). Text: Michael Herrschel. Dauer: 33’. UA 13. Mai 2011 Fürth (Auferstehungskirche; Irene Kurka [Sopran], Marion Ludwig [Flöten], Eva-Maria Houben [Orgel]; Konzertchor Nürnberg-Fürth, Liturgischer Chor der Auferstehungskirche Fürth; Pegnitzschäfer-Klangkonzepte; Leitung: Sirka Schwartz-Uppendieck)

Kammerensemble: Klarinette – Trompete – 2 Hörner – Streicher: 3.2.2.2.1
1. abschied vom licht. UA (Ensemblefassung) 27. März 2011 Nürnberg (Dreieinigkeitskirche; Irene Kurka [Sopran], Marion Ludwig [Flöten], Sirka Schwartz-Uppendieck [Orgel], Konzertchor Nürnberg-Fürth, Liturgischer Chor der Auferstehungskirche Fürth, Pegnitzschäfer-Klangkonzepte; Leitung: Christian Gabriel), (kleine Fassung) 22. April 2011 Fürth (Auferstehungskirche; Irene Kurka [Sopran], Marion Ludwig [Flöten], Liturgischer Chor der Auferstehungskirche, Sirka Schwartz-Uppendieck [Orgel und Leitung])
2. nacht. stimmen. UA (kleine Fassung) 24. April 2011 Fürth (Osternacht in der Auferstehungskirche; Besetzung wie am 22. April)
3. flügel der seele. UA (kleine Fassung) 25. April 2011 Fürth (St. Paul; Besetzung wie am 22. April)
- resonantibus coelis (2011) für Stimme und Kontrabass. Text: Michael Herrschel. Dauer: 10’. UA 25. September 2011 Fürth (12. Fürther Komponistinnenkonzert; Auferstehungskirche; Elena Roeder [Sopran], Kathrin Münten [Kontrabass])
- il faut la grande vie! (in memoriam hector berlioz) (2011) für Frauenstimme und Zuspielung. Text: Eva-Maria Houben. Dauer: 40’. UA 29. Juli 2012 Düsseldorf (Kunstraum; Irene Kurka [Sopran], Hans Eberhard Maldfeld [Kontrabass], Joep Dorren [Regie], Bileam Kümper [Klangregie], Nora Franzmeier [Ausstattung])
- hildegard-fragmente I&II (2013; gemeinsam mit Irene Kurka und Renate Hoffmann-Korth) für Stimme, Performance und Orgel. Dauer: variabel

### Stücke für Orgel solo
- CH (2000). Dauer: variabel. UA 7. Mai 2000 Dortmund (Propsteikirche; Eva-Maria Houben)
- dazwischen (2000). Dauer: variabel. UA 6. Mai 2001 Dortmund (Propsteikirche; Eva-Maria Houben)
- still werden (2002) für Orgel. Dauer: 6-12’. UA 22. März 2002 Hagen (St. Meinolf; Eva-Maria Houben)
- immer anders (2002). Dauer: 49’50’’. UA 1. Februar 2005 Dortmund (Pauluskirche; Eva-Maria Houben)
- noch einmal (2002) für Orgel und Stille. Dauer: 50’. UA: 3. Oktober 2003 Dortmund (St. Suitbertus; Eva-Maria Houben)
- finished – unfinished (2002). Dauer: 60’. UA 18. Juni 2006 Mönchengladbach (Hauptpfarrkirche St. Mariae Himmelfahrt [Citykirche]; Eva-Maria Houben)
- unfinished (2003). Dauer: 20’. UA 4. Mai 2003 Dortmund (Propsteikirche; Eva-Maria Houben)
- haiku IV (2003) für Orgel. Dauer: 45’. UA 3. Oktober 2003 Dortmund (St. Suitbertus; Eva-Maria Houben)
- dreifarbig (2004). Drei Stücke. Dauer: 70’. UA 2. Februar 2005 Dortmund (Pauluskirche; Eva-Maria Houben)
- orgelinstallation I (2005). Dauer: 60’. UA 17. Juni 2005 Essen (Erlöserkirche; Eva-Maria Houben)
- orgelbuch (2006). Dauer: 3×70’. UA 24. November 2012 Hamburg-Ottensen (Christianskirche; Eva-Maria Houben)

bicinium I–XIV – trio I–XIV – quatuor I–XIV
- nur ein klang (6) (2010). Dauer: 10’. UA 4. August 2010 Kempen (St. Mariae Geburt; Eva-Maria Houben)
- intalniri fugitive (flüchtige begegnungen) (2010). Dauer: 12’. UA 24. Mai 2010 Bukarest (Romanian National Radio Hall; Eva-Maria Houben)
- drei choräle (penser à satie). Fassung für Orgel (2011). Dauer: 10'. UA 10. Dezember 2011 Hamburg-Ottensen (Christianskirche; Eva-Maria Houben)
- orgelsonate no. 1 (2011). Dauer: 20’. UA 10. Dezember 2011 Hamburg-Ottensen (Christianskirche; Eva-Maria Houben)

### Stücke für Klavier solo
- drei klavierstücke (2002). Dauer: 30’. UA 27. Juli 2003 Düsseldorf (Kunstraum; Guy Vandromme)
- drei andere klavierstücke (2002). Dauer: ~17’ (3’, 6’, 8’). UA 3. Juli 2003 Rio de Janeiro (Musica Tecnologia Multimeios Projeto 2003; Chico Mello)
- keyboard music (2002ff.; Work in progress). UA Nr. I-VII: 6. September 2003 Düsseldorf (Kunstraum; Guy Vandromme)

I (5’); II (5’); III (15’); IV (20’); V (18’38’’); VI (7’); VII (30’)
- go and stop (2002). Dauer: 25’. UA 6. September 2003 Düsseldorf (Kunstraum; Guy Vandromme)
- ab und zu (2002). Dauer: 60’. UA 6. September 2003 Düsseldorf (Kunstraum; Guy Vandromme)
- kadenzen (2003). Dauer: 20’. UA: 6. September 2003 Düsseldorf (Kunstraum; Guy Vandromme)
- haiku V (2003) für Klavier. Dauer: 45’. UA 1. April 2004 Köln (Alte Feuerwache; John Mc Alpine)
- klavier (2003). Dauer: 43’. UA 6. Februar 2004 Brüssel (Plateau Nadine; Guy Vandromme)
- woher weiß ein klang, wohin er gehört? (2003). Dauer: ~30’. UA 30. April 2004 Oldenburg (Carl-von-Ossietzky-Universität; Eva-Maria Houben)
- pianoforte (2004). Dauer: 20’. UA 30. Januar 2005 Düsseldorf (Kunstraum; Eva-Maria Houben)
- sonneries (2004). Dauer: 25’. UA 30. Januar 2005 Düsseldorf (Kunstraum; Eva-Maria Houben)
- und entfernt sich wieder – singend (2005). Dauer: 40’. UA 8. März 2007 Düsseldorf (Kunstraum; Eva-Maria Houben)
- klavierinstallation I (2005). Dauer: 60’. UA 14. Juli 2007 Düsseldorf (Kunstraum; Manfred Werder, Dante Oei, Samuel Vriezen, Eva-Maria Houben)
- vor schlafengehen (robert walser) (2005). Dauer: 40’. UA 27. Juli 2007 Düsseldorf (Kunstraum; Eva-Maria Houben)
- verstild (2006). Dauer: 40’. UA 13. September 2007 Düsseldorf (Kunstraum; Eva-Maria Houben)
- albumblätter (2006). Dauer: 25’. UA 19. Dezember 2007 Düsseldorf (Kunstraum; Eva-Maria Houben)
- changing mouvements. klavierinstallation II (2006). Dauer: variabel
- zwei choräle (penser à satie) (2007). Dauer: 5’. UA 20. März 2008 Düsseldorf (Kunstraum; Eva-Maria Houben)
- drei choräle (penser à satie) (2007). Dauer: 10’. UA 2. Oktober 2007 Valencia (Santa Clarita) (CalArts, Roy O. Disney Music Hall; Eva-Maria Houben)
- zweihändig (2007). Dauer: 30’. UA: 8. Dezember 2008 Düsseldorf (Kunstraum; Eva-Maria Houben)
- arabeske (2007). Dauer: 30’. UA 2. Oktober 2007 Valencia (Kalifornien) (CalArts, Roy O. Disney Music Hall; Eva-Maria Houben)
- three lullabies (2007). Dauer: 10’. UA: 2. Oktober 2007 Valencia (Kalifornien) (CalArts, Roy O. Disney Music Hall; Eva-Maria Houben)
- senza espressione (2007). Dauer: 25’. UA 29. September 2008 Düsseldorf (Kunstraum; Eva-Maria Houben)
- klang-landschaften (2008ff.) Dauer: 10’. UA 1. Januar 2009 Düsseldorf (Kunstraum; Eva-Maria Houben)
- abgemalt (2009). Zeichnungen für Klavier. Dauer: 24’. UA 3. Januar 2010 Düsseldorf (Kunstraum; Eva-Maria Houben)
- laissez vibrer (2010). Fragment eines Tagebuchs für Klavier. Dauer: 20’. UA 25. Juli 2010 Düsseldorf (Kunstraum; Eva-Maria Houben)
- traumverloren I (2010). Dauer: 15’. UA 8. April 2011 Osnabrück (Hochschule; Eva-Maria Houben)
- traumverloren II (2010). Dauer: 20’. UA 8. April 2011 Osnabrück (Hochschule; Eva-Maria Houben)
- 6 sonaten (2011). Dauer: 169’. UA Nr. I&II 25. April 2012, Nr. III&IV 19. August 2012, Nr. V&VI 2. Dezember 2012 Düsseldorf (Kunstraum; Dante Boon)

sonata I (14’ – 8’ – 16’) – sonata II (9’ – 15’ – 12’) – sonata III (7’ – 5’ – 9’) – sonata IV (10’ – 8’ – 8’) – sonata V (6’ – 6’ – 5’) – sonata VI (16’ – 10’ – 5’)
- sonatinen (2011). Dauer: 50’. UA Nr. I–X 23. November 2011 Dortmund (Internationales Begegnungszentrum der TU; Eva-Maria Houben); Nr. XI–XVII 22. Januar 2012 Düsseldorf (Kunstraum; Eva-Maria Houben)

I (4 Sätze; 4’) – II (4 Sätze; 4’) – III (1’) – IV (1’30’’) – V (2 Sätze; 3’) – VI (4 Sätze; 6’) – VII (1’30’’) – VIII (1’) – IX (2 Sätze; 3’) – X (4 Sätze; 4’) – XI (2 Sätze; 2’) – XII (3 Sätze; 4’30’’) – XIII (1’30’’) – XIV (2’) – XV (2 Sätze; 3’) – XVI (2 Sätze; 4’) – XVII (4 Sätze; 4’)
- klaviersonate nr. 7 (2012). Dauer: 17’. UA 1. Juni 2012 Osnabrück (Hochschule; Eva-Maria Houben)
- klaviersonate nr. 8 (2012). Dauer: 37’
- klaviersonate nr. 9 (2012). Dauer: 25’
- canto (2013) für Klavier. Dauer: 15’. UA 25. April 2013 Osnabrück (Hochschule; Eva-Maria Houben)
- klaviersonate nr. 10. les cloches du songe (traumglocken) (dream bells) (2013). Dauer: 39’. UA 25. April 2013 Osnabrück (Hochschule; Eva-Maria Houben)

1. in memoriam modest mussorgsky (10’) – 2. in memoriam george enescu (5’30’’) – 3. in memoriam robert schumann (5’30’’) – 4. in memoriam franz liszt (12’) – 5. in memoriam olivier messiaen (6’)
- fantasien (2013) für Klavier. Dauer: 30’

I. 6 Fantasien – II. 6 Fantasien

### Kammermusik (1–7 Ausführende)
Soli für Blasinstrumente
- dies und das (2001) für Klarinette. Dauer: 24’. UA: 5. Juni 2003 Düsseldorf (Kunstraum; Jürg Frey)
- zwischendurch (2001) für Tenorposaune. Dauer: 30’. UA: 27. Juli 2003 Düsseldorf (Kunstraum; Craig Shepard)
- haiku I (2003) für Flöte. Dauer: 45’. UA 26. Juni 2003 München (120 Tage Kunst im Bunker; Eva-Maria Houben)
- haiku II (2003) für Klarinette. Dauer: 45’. UA: 26. Juni 2003 München (Jürg Frey)
- haiku III (2003) für Posaune. Dauer: 45’. UA: 26. Juni 2003 München (Craig Shepard)
- verschwindungen III (2005) für Bassklarinette. Dauer: 40’
- calme, silence, solitude (2005) für Piccolo. Dauer: 31’. UA 25. November 2006 Düsseldorf (Kunstraum; Anne Horstmann)
- quelques riens (2005) für Mauritiusflöte. Dauer: 25’. UA 23. November 2006 Bremen (Neues Museum Weserburg; Anne Horstmann)
- moments musicaux (2005) für Bassflöte. Dauer: 26’. UA 26. November 2006 Düsseldorf (Kunstraum; Anne Horstmann)
- golden sun (2006) für Saxophon. Dauer: 15’
- jubilatio (2007) für Mauritiusflöte. Dauer: 25’
- im stillen (2010). Atmungen für Subbass- / Großbassblockflöte. Dauer: 20’. UA 5. Februar 2010 Oldenburg (Aula der Carl-von-Ossietzky-Universität; Dörte Nienstedt)
- passages (2013) für Querflöte (in C). Dauer: 30’
  - Fassung für tiefe Blockflöte in C (Tenor oder Großbass). Dauer: 30’
- aus den fliegenden blättern eines fahrenden waldhornisten (2013) für Horn in F. Dauer: 40’. UA 22. Dezember 2013 Nürnberg (Neues Museum; Wilfried Krüger)
- aufhören (coming to an end) (2013) für Blockflöten (1 Spieler: Bass [G], Tenor [C], Bass [C]). Dauer: 20’
- ist jemand da, der mich hört? (hello! do you hear me?) (2013) für Blockflöten (1 Spieler). Dauer: 15’. UA 18. Dezember 2013 Greifensee (Reformierte Kirche (St. Gallus-Kapelle); Ruth Walser)

Version 1 (Subbass) – Version 2 (Sopranino)
- der wandler (2013) für Horn in F. Dauer: 12’. UA 29. März 2014 Fürth (St. Michael; Wilfried Krüger)
- doppelgesang (twin chant) (2013) für Doppelhorn in B / hoch F. Dauer: 10’
- his master’s voice (2013) für Horn in F. Dauer: 3’

Soli für Streichinstrumente
- ein bogenstrich I–X (2002/03) für Violoncello. Dauer: mind. 215’. UA Nr. I/II/IV/V/VII/IX/X 16. Juli 2005 Dortmund (Petrikirche; Laura Hinn); Nr. III 6. Juni 2003 Düsseldorf (Kunstraum; Marcus Kaiser); Nr. VI 3. Februar 2005 Dortmund (Technische Universität; Laura Hinn); Nr. VIII 6. November 2004 Hagen (Max-Reger-Musikschule; Max Maxelon)

I (2002; 30’) – II (2002; 10’) – III (2002; 20’) – IV (2002; mind. 20’) – V (2002; 10’30’’) – VI (2002; 15’) – VII (2002; 18–20’) – VIII (2002; 15’) – IX (2003; mind. 60’) – X (2003; 15’)
- in drei sätzen (2003) für Kontrabass. Dauer: 65’. UA: 6. November 2004 Hagen (Max-Reger-Musikschule; Manuela Paula Monte)
- haiku IX (2004) für Violoncello. UA: 1. April 2004, Marcus Kaiser, Alte Feuerwache, Köln. Dauer: 45’
- haiku X (2004) für Kontrabass. Dauer: 45’
- haiku XI (2004) für Violine. UA: 1. April 2004, Carter Williams, Alte Feuerwache, Köln. Dauer: 45’
- haiku XII (2004) für Viola. Dauer: 45’
- dreisätzig (2004) für Tromba Marina. Dauer: 30’. UA 22. November 2005 Köln (Alte Feuerwache; Hans Eberhard Maldfeld)

1. timpano – 2. clarino – 3. continuo
- verschwindungen I (2005) für (fünfsaitigen) Kontrabass. Dauer: 35’
- ein liederbuch (2006) für Tromba Marina. Dauer: 40’. UA 15. Mai 2007 Dortmund-Eichlinghofen (Evangelische Kirche; Hans Eberhard Maldfeld)
- suite (verschwindungen VII) (2006) für Violoncello. Dauer: 35’
- archipelagos (2006) für Kontrabass. Dauer: 35’. UA 15. Mai 2007 Dortmund-Eichlinghofen (Evangelische Kirche; Hans Eberhard Maldfeld)
- nachtstück (2007) für Kontrabass. Dauer: 50’. UA 15. September 2007 Köln (Oberlandesgericht; Hans Eberhard Maldfeld)
- ins blaue hinein (2008) für Violoncello. Dauer: 58’. UA 20. Januar 2010 Barop (Margarethenkapelle; Max Maxelon)

I. ins blaue hinein gesungen (27’) – II. ins blaue hinein geflüstert (8’) – III. ins blaue hinein gerufen (23’)
Soli für Schlaginstrumente
- haiku VI (2003) für Pauken. Dauer: 45’
- haiku VII (2003) für Perkussion. Dauer: 45’
- haiku VIII (2003) für Perkussion. Dauer: 45’
- among flowers and sunshine (john muir trails 4) (2008) für Marimbaphon / Vibraphon. Dauer: 17’
- für die katz (2008). Windspiele für Percussion (1 Spieler). Dauer: 78–80’. UA 21. August 2013 Düsseldorf (Kunstraum; Tobias Liebezeit)

I (Vibraphon, Marimbaphon; 25’) – II (Marimbaphon, Glockenspiel, Claves; 18–20’) – III (Vibraphon, Glockenspiel; 35’)
Solo für Harfe
- aeolian harp (2009). Dauer: 21’. UA 19. Januar 2010 Brüssel (Q-02 Werkplaats; Rhodri Davies)

Soli für frei wählbare Instrumente
- some tunes for one performer, vol. I–V (2006/07). Dauer: 125’. UA Nr. I–III 3. Oktober 2007 Los Angeles (Dangerous Curve; I: Mark So [Klavier]; II: Tashi Wada [Harmonium]; III: Laura Steenberge [Kontrabass]); Nr. IV–V 5. Juli 2013 London (St. Mary at Hill, Eastcheap; mwlth ensemble)

vol. I (2006). Dauer: 25’ – vol. II (2006). Dauer: 25’ – vol. III (2006). Dauer: 15’ – vol. IV (2007). Dauer: 30’ – vol. V (2007). Dauer: 30’
- gefunden (2008) für eine(n) Ausführende(n). Dauer: variabel. UA 1. Juli 2009 Barop (Margarethenkapelle; Katrin Oesterwinter / Grzegorz Sklarsky)
- allein (2009) für eine(n). Dauer: 10’. UA 1. Juli 2009 Barop (Margarethenkapelle; Ilse Eysell)
- I can fly (2011) für eine(n) Ausführende(n) und Sinuston. Dauer: 10’
- caminho. ein weg – allein (2012). Dauer: 10’

Duos für Streichinstrumente
- zwischen (2001) für 2 Streicher. Dauer: 20’. UA 26. November 2001 Düsseldorf (Kunstraum; Roland Hirschhausen [Kontrabass], Bileam Kümper [Violine])
- einklang (2001) für 2 Streicher. Dauer: 30’. UA 6. Juni 2003 Düsseldorf (Kunstraum; Marcus Kaiser, Burkart Zeller [Violoncelli])
- skizzen (2003) für 2 Violoncelli. Dauer: 35’. UA 6. November 2004 Hagen (Max-Reger-Musikschule; Marcus Kaiser, Max Maxelon [Violoncelli])
- romantische streiflichter (jean paul) (2008) für 2 Streicher. Dauer: variabel
- secret songs (2009) für 2 Violoncelli. Dauer: 12’. UA 19. Oktober 2010 Dortmund (Internationales Begegnungszentrum der TU; Max Maxelon, Michael Schultheis)

Duos für Blasinstrumente
- hindurch (2001) für 2 Hörner. Dauer: 30’
- weiter (2002) für 2 Bläser. Dauer: variabel. UA 26. Juni 2003 München (120 Tage Kunst im Bunker; Craig Shepard [Posaune], Jürg Frey [Klarinette])
- romantische streiflichter (jean paul) (2009) für 2 Bläser. Dauer. variabel
- ödland 1 (2009) für Bassklarinette und Posaune. Dauer: 7’
- ödland 2 (2009) für 2 Flöten. Dauer: 8’
- waves (2010) für 2 Flöten und Zuspiel-CD. Dauer: 15’. UA 25. April 2010 Dublin (Irish Museum of Modern Art; Anne Horstmann, Dörte Nienstedt)

Duos für Tasteninstrumente
- im freien (2009ff.) für 2 Klaviere. Dauer (Nr. 1&2): 43’

- 1 (2009; 23’). UA 9. November 2009 Amsterdam (muzyQ Muziekmakerscentrum; Dante Boon, Samuel Vriezen)
- 2 (2009; 20’)

Duos für verschiedene Instrumente
- dazwischen (2003) für Orgel und ein anderes Blasinstrument. Dauer: variabel. UA 18. Februar 2004 Dortmund (St. Suitbertus; Jürg Frey [Klarinette], Eva-Maria Houben [Orgel])
- dann (2002) für Große Trommel und Klarinette. Dauer: 40’. UA 8. Juni 2003 Düsseldorf (Kunstraum; Tobias Liebezeit [Trommel], Jürg Frey [Klarinette])
- zueinander (2003ff.) für Orgel und ein anderes Blasinstrument (Work in progress). UA Nr. I 18. August 2013 Ergué-Gabéric (Église Saint Guinal; Bileam Kümper [Tuba], Eva-Maria Houben [Orgel]); Nr. III&IV 4./5. Oktober 2003 Dortmund (St. Suitbertus; Antoine Beuger [Flöte], Eva-Maria Houben [Orgel])

I (mind. 34’) – II (30’) – III (60’) – IV (45’)
- verschwindungen IV (2005) für 2 Ausführende. Dauer: 45’. UA 30. September 2005 Valencia (Santa Clarita) (CalArts, Roy O. Disney Music Hall; Joseph Kudirka [Kontrabass], Christine Tavolacci [Flöte])
- verschwindungen V. mein ohr an der muschel (2005) für Orgel und ein anderes Blasinstrument. Dauer: 30’. UA 18. August 2013 Ergué-Gabéric (Église Saint Guinal; Bileam Kümper [Tuba], Eva-Maria Houben [Orgel])
- vier geschichten von robert walser (2005). Zyklus für Klarinette / Bassklarinette und Violoncello. Dauer: 60’. UA 19. Januar 2006 Aarau (Boiler; moments musicaux aarau; Jürg Frey [Klarinetten], Stefan Thut [Violoncello])
- litanies (2005) für Gitarre und Klavier. Dauer: 45’. UA 30. September 2005 Valencia (CalArts, Roy O. Disney Music Hall; Michael Pisaro [Gitarre], Eva-Maria Houben [Klavier])
- orte (2005) für Flöte und Perkussion. Dauer: 40’. UA 17. Februar 2006 Dortmund-Eichlinghofen (Evangelische Kirche; Sebastian Jeuck [Saxophon], Daniel Gauert [Perkussion])
- wiegen (robert walser) (2005) für Violoncello und Gitarre. Dauer: 40’
- Zwei Stücke für Violine und Saxophon. UA 20. Oktober 2006 Dortmund (Bundesanstalt für Arbeitsschutz und Arbeitsmedizin, DASA – Arbeitswelt Ausstellung; Rommel Ayoub [Violine], Sebastian Jeuck [Saxophon])

- air (2006). Dauer: 30’
- graffiti (2006). Dauer: 20’

- duo I/II (2007). UA 15. Juli 2007 Düsseldorf (Kunstraum; Jürg Frey, Eva-Maria Houben)

- I (15’) – II (15’)

- nur ein klang (5) (2009) für Violoncello und Klavier. Dauer: 7’
- throngs (2009). Duo (Besetzung variabel). Dauer: 15’. UA 12. März 2010 Charleston (South Carolina) (Silent Music: 4’33’’ and Beyond; The New Music Collective: a) Bill Carson [Gitarre] & David Kant [Tenorsaxophon]; b) Sam Sfirri [Melodica, Klavier] & Ron Wiltrout [Perkussion])
- humming songs (2009). Variationen für Violoncello und Klavierbegleitung. Dauer: 15’. UA 20. Januar 2010 Barop (Margarethenkapelle; Max Maxelon [Violoncello], Eva-Maria Houben [Klavier])
- rufe (2010) für zwei. Dauer: 20’. UA 24. Februar 2011 New York City / Brooklyn (Presents Gallery; Sound Series at Presents Gallery; Nathan Koci [Horn, Akkordeon], Jason Brogan [Gitarre])
- each day – each night (2010). Duo für Harfe und Kontrabass. Dauer: 30’. UA 8. Januar 2011 Glasgow (University, Concert Hall; never come ashore: the music of wandelweiser; Rhodri Davies [Harfe], Dominic Lash [Kontrabass])
- rast (2010). Duo (variable Besetzung). Dauer: 15’. UA 15. August 2013 Ergué-Gabéric (Manoir du Cleuyou; Eva-Maria Houben [Klavier], Bileam Kümper [Viola])
- janela. ein fenster für zwei (2012). Dauer: 8’. UA 23. Oktober 2012 Dortmund (Internationales Begegnungszentrum der TU; Eva-Maria Houben, Bileam Kümper)
- clouds and waves and stars and stones (2012). Duo für Violoncello und Klavier. Dauer: 20’
- nah – fern (2013). Duo (variable Besetzung). Dauer: 12’

Trios
- à l’unisson I (2004) für Pauke, Klavier und ein Blasinstrument. Dauer: 25’. UA 23. Oktober 2005 Düsseldorf (Kunstraum; Tobias Liebezeit [Pauke], Eva-Maria Houben [Klavier], Antoine Beuger [Flöte])
- à l’unisson II (2004) für Pauke, Perkussion und ein Streichinstrument. Dauer: 25’. UA 23. Oktober 2005 Düsseldorf (Kunstraum; Tobias Liebezeit [Pauke], Antoine Beuger [Perkussion], Marcus Kaiser [Violoncello])
- à l’unisson VII (2004) für Pauke, ein Blas- und ein Streichinstrument. Dauer: 30’. UA 23. Oktober 2005 Düsseldorf (Kunstraum; Tobias Liebezeit [Pauke], Antoine Beuger [Flöte], Marcus Kaiser [Violoncello])
- leere saiten (2004) Streichtrio in 3 Sätzen. Dauer: 65’
- klänge (2004) für Streichtrio. Dauer: 20’. UA 9. November 2013 Chicago (Edgewater Library; Erik Carlson [Violine], Kyle Armbrust [Viola], Kivie Cahn-Lipman [Violoncello])
- verschwindungen II (2005) für 3 Bläser. Dauer: 40’
- von da nach da (2005). 55 Bilder für 3 Ausführende. Dauer: 35’. UA 30. September 2005 Valencia (Santa Clarita) (CalArts, Roy O. Disney Music Hall; Johnny Chang [Violine], Eva-Maria Houben [Klavier], Michael Pisaro [Gitarre])
- pismo beach (2007) für 3 Ausführende (Flöte, Timbales / Drums, Klavier). Dauer: 60’. UA 10. Juli 2011 Chicago (aperiodic 4; Elastic Arts Foundation; Emma Hosplehorn [Flöte], Becca Laurito [Percussion], Nomi Epstein [Klavier])
- gesungen – ins blaue hinein (2008) für Violoncello, Marimbaphon und Klavier. Dauer: 27’
- nur ein klang (3) (2009) für 3 gleiche Instrumente. Dauer: 15’. UA 26. Mai 2013 Uster (Villa am Aabach; Ruth Walser, Andrea Bernhard, Käthi Lindenmann [Bassflöten])
- landscapes of silence (2011) für Klavier, Flöte / Bassflöte und Perkussion / Pauken. Dauer: 20’
- avalon orchard (2013) for three performers (variable). Dauer: 16’

Quartette
- eins ums andre (2003) für Klarinette, Marimbaphon, Claves und Akkordeon. Dauer: 45’. UA 22. Februar 2004 Düsseldorf (Kunstraum; Jürg Frey [Klarinette], Tobias Liebezeit [Marimbaphon], Antoine Beuger [Claves], Edwin Alexander Buchholz [Akkordeon])
- zeitkonserven (2004) für Violoncello und Bläsertrio (Flöte, Klarinette, Posaune). Dauer: 25’
- wie eine stimme (2007) für Gitarre, Violoncello und Perkussion (2 Spieler). Dauer: 20’. UA 4. Juli 2007 Dortmund-Eichlinghofen (Evangelische Kirche; Philipp Kreperat [Gitarre], Anna Pätsch [Violoncello], Patrik Hübener, Finn-Ole Steffen [Perkussion])
- stiller als anderswo (felix timmermans) (2008). Streichquartett. Dauer: 25’. UA 24. Mai 2011 Dortmund (Internationales Begegnungszentrum der Technischen Universität; Silja Vogel, Judith Prange [Violinen], Bileam Kümper [Viola], Matthias Spaeth [Violoncello])
- unendlich still (felix timmermans) (2008). Streichquartett. Dauer: 25’. UA 24. Mai 2011 Dortmund (Internationales Begegnungszentrum der Technischen Universität; Silja Vogel, Judith Prange [Violinen], Bileam Kümper [Viola], Matthias Spaeth [Violoncello])
- nur ein klang (2) (2009) für 2 Flöten und 2 Klarinetten. Dauer: 12’
- nur ein klang (4) (2009) für Streichquartett. Dauer: 15’
- ödland 3 (2009) für Streichquartett. Dauer: 10’
- just a minute (2010). Streichquartett. Dauer: 1’
- chorus (2010). Quartett (variable Besetzung). Dauer: 11’
- blau (2010). Streichquartett. Dauer: 20’
- start – arrive anywhere (2013) für Horn in F und Perkussion (3 Spieler). Dauer: 28’

Quintette
- amaltheia oder der triumph der liebe (2003) für Flöte, Klarinette, Posaune, Violoncello und Orgelpunkt. Dauer: 60’. UA 3. April 2004 Düsseldorf (Kunstraum; Antoine Beuger [Flöte], Jürg Frey [Klarinette], Carter Williams [Viola d’amore], Marcus Kaiser [Violoncello])
- proef de stilte (2003) für Flöte, Pauke und Perkussion (3 Ausführende). Dauer: 40’
- mittagspause (nach robert walser) (2004) für Flöte, Klarinette, Violoncello, Klavier, Pauke, Becken und Claves. Dauer: 35’. UA 15. Mai 2005 Düsseldorf (Kunstraum; Antoine Beuger [Flöte], Jürg Frey [Klarinette], Marcus Kaiser [Violoncello], Michael Pisaro [Klavier], Tobias Liebezeit [Schlaginstrumente])
- verschwindungen VI (2005) für Flöte, Klarinette, Viola, Violoncello und Pauken. Dauer: 35’

Sextette
- nur ein klang (1) (2009) für 2 Flöten, Bassflöte, 2 Violinen und Violoncello. Dauer: 20’
- come da lontano (2013) für sechs (variable Besetzung). Dauer: 24’

Septett
- parlando (2010). 7 Landschaftsbilder für Kammerensemble (Oboe, Klarinette, Fagott, Violine, Violoncello, Klavier, Perkussion). Dauer: 12’. UA 25. September 2010 Bacău (Sala Ateneu; Ensemble Archaeus: Anca Vartolomei [Violoncello], Serban Novac [Fagott], Rodica Danceanu [Keyboard], Alexandru Matei [Perkussion], Dorin Gliga [Oboe], Marius Lacraru [Viola], Ion Nedelciu [Klarinette]; Leitung: Liviu Danceanu)

### Stücke für größere Ensembles
- an diesem ort gehen wir weiter (2003) für 10 Ausführende. Dauer: 60’. UA 31. Mai 2004 Düsseldorf (Kunstraum; Wandelweiser Komponisten Ensemble)
- fast alle (2004) für 12 unterschiedliche Instrumente. Dauer: 24’. UA 7. Oktober 2005 Valencia (Santa Clarita) (CalArts, Roy O. Disney Music Hall; Lewis Keller und Studierende der TU Dortmund [Rommel Ayoub, Alexander Fox, Daniel Gauert, Patrick Jaskolka, Sebastian Jeuck, Daniel Johanning, Jochen Missweit, Manuela Monte, Florian Schacht, Matthias Schäpers, Katja Orthues])
- yosemite (2007). Sinfonische Skizzen für Ensemble (10 Ausführende: 1.0.1.Sax.0 – 0.0.1.0 – Pk./Schl.(1) – Str.: 1.1.1.1.1). Dauer: 25’. UA 7. Mai 2008 Dortmund (TU, Experimentierhalle des Instituts für Umformtechnik und Leichtbau; Evelyn Teuwen [Flöte], Sebastian Jeuck [Saxophon], Frank Soete [Klarinette], Peter Springer [Posaune], Alexander Fox [Vibraphon, Pauke, Große Trommel, Becken], Rommel Ayoub, Charlotte Jonigkeit [Violinen], Bileam Kümper [Viola], Anna Pätsch [Violoncello], Matthias Bernsmann [Kontrabass])

### Stücke mit variablen Besetzungsgrößen
- alle allein (2002) für mindestens 5 unterschiedliche Blechbläser. Dauer: 40’. UA 7. Mai 2006 Aarau (Pädagogische Hochschule Aargau, Reithalle; moments musicaux aarau; Jean-François Michel [Kornett], Stephen Altoft [Trompete], Ulrich Eichenberger [Posaune], Craig Shepard [Posaune], Karl Fässler [Horn], Marc Unternährer [Tuba])
- kanon (2002) für Querflöten. Dauer: mind. 25’
- haikus (2003ff.) für Solostimmen (die auch gleichzeitig erklingen können) – siehe unter: Kammermusik – Soli
- ein-tönig (2003) für 2–10 Ausführende (und mehr). Dauer: 20–100’ (und länger). UA 7. Oktober 2005 Valencia (Santa Clarita) (CalArts, Roy O. Disney Music Hall; Studierende der Universität Dortmund und des California Institute of the Arts)
- im nu (2003) für mindestens 10 Ausführende. Dauer: höchstens 20’’. UA 8. Februar 2004 Dortmund (Propsteikirche; Studierende der Universität Dortmund)
- à l’unisson III (2004) für Pauke und 4–6 Streicher. Dauer: 30’. UA 23. Oktober 2005 Düsseldorf (Kunstraum; Tobias Liebezeit [Pauke], Carter Williams [Violine], Marie-Odile Kaumanns [Viola], Laura Hinn, Marcus Kaiser [Violoncelli])
- à l’unisson IV (2004) für Pauke und 6–8 Ausführende. Dauer: 30’. UA 23. Oktober 2005 Düsseldorf (Kunstraum; Tobias Liebezeit [Pauke], Carter Williams [Violine], Marie-Odile Kaumanns [Viola], Laura Hinn, Marcus Kaiser [Violoncelli], Antoine Beuger [Flöte])
- à l’unisson V (2004) für Pauke, 4–6 Streicher und ein Blasinstrument. Dauer: 25’. UA 23. Oktober 2005 Düsseldorf (Kunstraum; Tobias Liebezeit [Pauke], Carter Williams [Violine], Marie-Odile Kaumanns [Viola], Laura Hinn, Marcus Kaiser [Violoncelli], Antoine Beuger [Flöte])
- à l’unisson VI (2004) für Pauke, 4–6 Streicher und Klavier. Dauer: 20’. UA 23. Oktober 2005 Düsseldorf (Kunstraum; Tobias Liebezeit [Pauke], Carter Williams [Violine], Marie-Odile Kaumanns [Viola], Laura Hinn, Marcus Kaiser [Violoncelli], Eva-Maria Houben [Klavier])
- la solennité des silences (2005) für Ensemble (Besetzung variabel). Dauer: 35’. UA 20. März 2007 Amsterdam (Badcuyp Centrum voor Muziek; For the Birds Ensemble)
- langezeit (robert walser) (2005) für Ensemble (Besetzung variabel). Dauer: 50’. UA 5. Juni 2006 Düsseldorf (Kunstraum; Wandelweiser Komponisten Ensemble)
- walser lesen (2007) für Ensemble (Besetzung variabel). Dauer: 45’
- übergänge (2007) für 7 Ausführende (Besetzung variabel). Dauer: 10’. UA 5. Oktober 2007 Valencia (Santa Clarita) (CalArts, Roy O. Disney Music Hall; Ori Barel [Saxophon], Katie Clark [Klavier], Julia Holter [Keyboard], Eric Klerks, Matthew Setzer [Gitarren], Ben Mayock [Bassgitarre], Laura Steenberge [Akkordeon])
- john muir trails 1–3 (2008) für Ensemble (Besetzung variabel). Dauer: 16’. UA 26. November 2008 Barop (Margarethenkapelle; Studierende der TU Dortmund und Gäste aus den Nachbargemeinden)

1 (in the fullness of time) (10’) – 2 (so little a time) (1’) – 3 (no evil from „waste of time“) (5’)
- im vorübergehen bewegt (2008) für Ensemble (7 Spieler; Besetzung variabel). Dauer: 25’
- ödland 4 (2009). Dauer: 15’. UA 14. Oktober 2009 Dortmund (Technische Universität, Experimentierhalle des Instituts für Umformtechnik und Leichtbau; Studierende der TU: Dorothea Böhmer [Violine], Sarah Graf [Stimme], Bileam Kümper [Tuba], Martha Marr [Gitarre], Jan Meier [Horn], Elfi Nsukami [Zink], Claas Otto [Klarinette], Isumi Rögner [Stimme], Carolin Schröder [Saxophon])
- choeur d’ombres (schattenchor / choir of shadows) (2012) für Ensemble (Besetzung variabel). Dauer: 24’. UA 21. Februar 2013 Aarau (Boiler; moments musicaux aarau – wandelweiser und so weiter; Angharad Davies [Violine], Johnny Chang [Viola], Stefan Thut [Violoncello], Jürg Frey [Klarinette], Tim Parkinson [Klavier])
- tabs (2012) für Ensemble (Besetzung variabel). Dauer: 16’
- landscapes 1–4 (2012; gemeinsam mit Bileam Kümper) für zwei (1&2) oder einen Spieler (3&4; Instrument und Zuspielung). Dauer: 8’, 8’, 4’, 6’. UA 23. Oktober 2012 Dortmund (Internationales Begegnungszentrum der TU; Eva-Maria Houben, Bileam Kümper)
- 10 × 10 (2012) für Ensemble (Besetzung variabel). Dauer: 40’
- stilleben (still life) (2012). some paintings for ensemble (variable). Dauer: 25’. UA 15. März 2013 New York, Brooklyn (Private Residence; Jason Brogan [guitar], Jack Callahan [snare drum], Catherine Lamb [viola], Manfred Werder [varia], Tyler Wilcox [soprano saxophone])
- ein schlummer (a slumber) (2013) für Flöte(n) und Orgel. Dauer: 36’. UA 14. Juli 2013 Dübendorf (Lazariterkirche Gfenn; Ruth Walser [Flöte], Barbara Müller-Hämmerli [Orgel])
- caprice roumain (2013) for ensemble (variable). Dauer: 18’
- with one voice (wie aus einem munde) (2013) for ensemble (variable). Dauer: 25’
- landscapes 5 und 6 (2013; gemeinsam mit Bileam Kümper) für zwei (6) oder einen Spieler (5) (Instrumente und Zuspielung). Dauer: 10’30’’, 13’. UA 15. August 2013 Ergué-Gabéric (Manoir du Cleuyou; Eva-Maria Houben, Bileam Kümper)

### Orchesterwerke
- chant du soir (2005). Sechs Strophen für Orchester (Hector Berlioz abgehört). Dauer: 35’

Besetzung: 1.1.1.1 – 2.2.1.0 – Pauken – Harfe – Streicher: 8.8.6.4.2
- adagio in Des (2006) für 4 Hörner, 4 Tuben und Streichorchester. Dauer: mind. 60’
- die himmelsmechanik (2012) für Orchester. Dauer: 17’

Besetzung: 2.1.EH.2.2 – 2.2.2.0 – Pauken – Perkussion (Marimbaphon, Glockenspiel, Trommel, Claves) – Streicher (chorisch): 1.&2. Violinen, 1.&2. Bratschen, 1.&2. Violoncelli, Kontrabässe

### Elektroakustische Musik
- variationen I (2009). Dauer: 61’. UA 14. Oktober 2009 Dortmund (TU, Experimentierhalle des Instituts für Umformtechnik und Leichtbau)
- variationen II (2010). Dauer: 60’
- atmen I–IV (2010; gemeinsam mit Bileam Kümper). Dauer: 168’

- I (für Tuba und Orgel; 10’). UA 2. Juli 2010 Dortmund (Dortmunder U)
- II (für Viola d’amore und Orgel; 44’). UA 25. Januar 2011 Dortmund (Internationales Begegnungszentrum der TU)
- III (für Tuba und Orgel; 39’). UA 25. Januar 2011 Dortmund (Internationales Begegnungszentrum der TU)
- IV (für Tuba und Orgel; 75’). UA 25. Januar 2011 Dortmund (Internationales Begegnungszentrum der TU)

- ayres (2011; gemeinsam mit Bileam Kümper). Installation. Dauer: variabel
- druids and questions (2011). Elektroakustische Komposition mit konkreten Orgelklängen (Orgel: Eva-Maria Houben). Dauer: 60’. UA 14. Juli 2011 Dortmund (Internationales Begegnungszentrum der TU)
- unda maris (2013). electro-acoustic music with recorded organ sounds (Eva-Maria Houben). Dauer: 75’
- aeolina (2013). recorded organ sounds (Eva-Maria Houben). Dauer: 58’

1 (25’) – 2 (26’) – 3 (7’)
- seascape (2013). recorded ocean sounds. soundscape. Dauer: 75’
- decay (2013). electro-acoustic music with recorded organ sound and piano sounds (Eva-Maria Houben). Dauer: 61’
- chords (2013). recorded organ sounds (Eva-Maria Houben). Dauer: 55’

## Texte von Eva-Maria Houben
Bücher
- Widerspruch und Widerstand. Studien zu einer Kategorie musikästhetischen Denkens. Dissertation, Duisburg 1986
- Die Aufhebung der Zeit. Zur Utopie unbegrenzter Gegenwart in der Musik des 20. Jahrhunderts. Franz Steiner Verlag, Stuttgart 1992
- Gelb. Neues Hören. Vinko Globokar, Hans-Joachim Hespos, Adriana Hölszky. Pfau Verlag, Saarbrücken 1996. 2. Auflage 2000
- Alte Musik mit neuen Ohren. Schubert – Bruckner – Wagner…. Pfau Verlag, Saarbrücken 2000
- Hespos – eine Monographie. Pfau Verlag, Saarbrücken 2003
- Stichnoten. Ein Vorlesebuch für variable Besetzung. Gesamtausgabe. Edition Juliane Klein, Berlin 2004
- Stichnoten. Künstlertaschenbücher. Künstlerische Gestaltung: Ulrike Dornis, Jens Hanke. Edition Juliane Klein, Berlin 2004
- Hector Berlioz. Verschwindungen: Anstiftungen zum Hören. NonEM Verlag, Dortmund 2006
- 1 Milieu. Ein Buch nicht nur zum Lesen (gemeinsam mit Istvàn Zelenka). Edition Howeg, Zürich 2009
- Musikalische Praxis als Lebensform. Sinnfindung und Wirklichkeitserfahrung beim Musizieren. transcript verlag, Bielefeld 2018. ISBN 978-3-8376-4199-8

Publikationen als Herausgeberin
- Hans-Joachim Hespos. Beiträge von Barbara Alms, Thomas Baldner, Stefan Fricke, Max Herrmann, Eva-Maria Houben, Hans-Klaus Jungheinrich, Heinz-Klaus Metzger, Manuela Ochakovski, Manfred Reichert, Ariel & Guy Wagner. Pfau Verlag, Saarbrücken 1998 (= fragmen. Beiträge, Meinungen und Analysen zur neuen Musik, Heft 19)
- immer wieder neu überraschend anders. 5 Jahre Komponisten-Porträts an der Universität Dortmund. Pfau Verlag, Saarbrücken 1999
- Adriana Hölszky. Beiträge von Beatrix Borchard, Wilfried Gruhn, Jörn Peter Hiekel, Adriana Hölszky, Eva-Maria Houben, Hartmut Möller, Peter Petersen. Pfau Verlag, Saarbrücken 2000
- Juliane Klein. Beiträge von Britta Brückner, Theresia Fleck, Eva-Maria Houben, Frank Kämpfer, Axel Kahrs, Hermann Keller, Juliane Klein, Annette Kreutziger-Herr, Alexander Kulosa, Jan Leven, Margarete Zander, Xavier Zuber. Pfau Verlag, Saarbrücken 2002
- Violeta Dinescu. Beiträge von Irmgard Brockmann, Violeta Dinescu, Kadja Grönke, Detlef Gojowy, Josef Häusler, Gabor Halasz, Dierk Hoffmann, Eva-Maria Houben, Markus Kosuch, Mascha Pörzgen, Wolfgang Rüdiger, Bärbel Siefert, Wolfgang Martin Stroh. Pfau Verlag, Saarbrücken 2004
- immer wieder anders – überraschend neu. Noch einmal 5 Jahre Komponisten-Porträts an der Universität Dortmund. NonEM Verlag, Dortmund 2004
- MusikDenken. Texte der Wandelweiser-Komponisten (gemeinsam mit Burkhard Schlothauer). Edition Howeg, Zürich 2008 (= Reihe Wandelweiser, Bd. 1)
- Festschrift zum 75. Geburtstag von Norbert Linke (gemeinsam mit Joachim Dorfmüller). NonEM Verlag, Dortmund 2008
- Ștefan Niculescu (gemeinsam mit Violeta Dinescu und Michael Heinemann) (= Archiv für osteuropäische Musik. Quellen und Forschungen; Bd. 1; hrsg. von Violeta Dinescu und Eva-Maria Houben). BIS-Verlag, Oldenburg 2013
- Antoine Beuger. Werkanalysen und Hintergründe (gemeinsam mit Burkhard Schlothauer) (= Reihe Wandelweiser; Bd. 2). Edition Howeg, Zürich 2013
- Jürg Frey. Werkbetrachtungen. Reflexionen. Gespräche (= Reihe Wandelweiser; Bd. 3). Edition Howeg, Zürich 2013

Aufsätze, Vorträge, Rezensionen
siehe unter Webseite von Eva-Maria Houben → Publikationen

## CD-Produktionen
Eigene Werke
- fünf haikus (1991). In: Niederrheinische Orgelreise. Abteikirche Kamp. Eva-Maria Houben (Orgel). Motette 11711
- dazwischen (2000) und immer anders (2002). Eva-Maria Houben (Orgel). edition wandelweiser records 0407/8
- kanon für querflöten (2002). Anne Horstmann (Flöten). Makro CD 1012
- von da nach da. 55 bilder für 3 ausführende (2005)
  - Rommel Ayoub (Violine), Sebastian Jeuck (Saxophon), Eva-Maria Houben (Orgel). edition wandelweiser records 0705
  - Angharad Davies (Violine), Phil Durrant (Elektronik), Lee Patterson (amplified objects and processes). at 56 × 6 (another timbre)
- works for flute: calme, silence, solitude (Piccolo; 2005); quelques riens (Mauritiusflöte; 2005); moments musicaux (Bassflöte; 2005); jubilatio (Mauritiusflöte; 2007). Anne Horstmann (Flöten). edition wandelweiser records 0703/4
- works for tromba marina: ein liederbuch (2006); dreisätzig (2004). Hans Eberhard Maldfeld (Tromba Marina). edition wandelweiser records 0712
- works for double bass: archipelagos (2006); nachtstück (2007). Hans Eberhard Maldfeld (Kontrabass). edition wandelweiser records 0803/4
- nachtstück (double bass). extract from outdoor realisation. Dominic Lash (double bass). at 45 (another timbre)
- works for piano: klavier (2003); drei choräle (penser à satie) (2007); senza espressione (2007); und entfernt sich wieder – singend (2005); three lullabies (2007). Eva-Maria Houben (Klavier). edition wandelweiser records 1003/04
- yosemite (2007) für Ensemble (in der Besetzung der Uraufführung) / duo I (2007). Eva-Maria Houben (Zymbal), Bileam Kümper (Elektroakustische Klänge) / duo II (2007). Eva-Maria Houben (Harmonium), Bileam Kümper (Tuba). diafani
- stabat mater (2010). Ensemble socell 21: Irene Kurka (Sopran), Burkart Zeller (Violoncello). Makro CD 1017 (stabat mater dolorosa)
- atmen 1 / 2 (2010). Bileam Kümper (Tuba, Viola d’amore, Co-Komposition), Eva-Maria Houben (Orgel). diafani
- atmen 3 / 4 (2010). Bileam Kümper (Tuba, Co-Komposition), Eva-Maria Houben (Orgel). diafani
- organ works: drei choräle (penser à satie) (2007); orgelsonate nr. 1 (2011); intalniri fugitive (flüchtige begegnungen) (2010); still werden (2002). Eva-Maria Houben. diafani
- druids and questions (2011). Eva-Maria Houben (Orgel). edition wandelweiser records 1104[5]
- 6 sonaten für klavier (2011). Eva-Maria Houben. diafani
- orgelbuch (2006/2012). Eva-Maria Houben. edition wandelweiser records 1203
- landscapes (1–4) (2012). 1: organ and train; 2: tuba and wind; 3: viola d’amore and steps; 4: bar chimes and balcony. Bileam Kümper (Tuba, Viola d’amore, Co-Komposition), Eva-Maria Houben (Orgel, Chimes). diafani
- lost in dreams. works for piano: traumverloren I (2010); klaviersonate nr. 10 (les cloches du songes) (2013). Eva-Maria Houben. edition wandelweiser records 1305
- go and stop für klavier (2002); abgemalt. zeichnungen für klavier (2009). R. Andrew Lee. Irritable Hedgehog Records
- seascape. recorded ocean sounds (2013). diafani
- unda maris (2013). Eva-Maria Houben (Orgel). diafani
- aeolina (1–3) (2013). Eva-Maria Houben (Orgel). diafani
- decay (2013). Eva-Maria Houben (Orgel und Klavier). diafani
- chords (2013). Eva-Maria Houben (Orgel). diafani
- Breath For Organ (2018). Eva-Maria Houben (Orgel). Second Editions
- Erwartung 1 und 2 (LP, 2019). Eva-Maria Houben (Orgel und Klavier). Second Editions

Fremde Werke (als Organistin)
- Joseph Haydn: Flötenuhrstücke aus der Flötenuhr (1772). In: Niederrheinische Orgelreise. Abteikirche Kamp. Motette 11711
- Burkhard Schlothauer: abregistrieren (1998/2003). edition wandelweiser records 0501
- André O. Möller: musik für orgel und eine(n) tonsetzer(in) (2003). Edition Wandelweiser Records 0702
- Eva-Maria Houben & Levin Eric Zimmermann: or other 3 (2024)

Hommage
- Bruno Duplant: là ou nos rêves se forment (to eva-maria houben); là ou nos rêves s’éffacent (to jakob ullmann). Bruno Duplant (Orgel). diafani

## DVD-Produktion
- Das Innere des Äußeren. Ein Abend in drei Akten (2012). Nikolaus Brass: Dialoghi d’amore; Eva-Maria Houben: il faut la grande vie! (in memoriam hector berlioz); Antoine Beuger: chants de passage. Irene Kurka (Sopran), Hans-Eberhard Maldfeld (Kontrabass), Joep Dorren (Regie), Nora Franzmeier (Ausstattung), Bileam Kümper (Klangregie). diafani